# Topaz
Topaz är en amerikansk film från 1969 i regi av Alfred Hitchcock, som bygger på romanen med samma namn av Leon Uris.

## Handling
Med Kubakrisen som bakgrund rullas en spionhistoria upp. En avhoppad rysk KGB-tjänsteman lämnar uppgifter om vad ryssarna företar sig på Kuba. Dessa uppgifter läcks tillbaka till Sovjetunionen via den Franska säkerhetstjänsten. Någon där läcker. Frågan är vem.
Samtidigt använder sig den amerikanska underrättelsetjänsten av den franske agenten André Devereaux för att få avhopparens uppgifter bekräftade på plats på Kuba.
I denna spionhistoria förekommer dessutom en otrohetshistoria mellan Deveraux och hans hustru samt deras respektive älskare. 
Också inblandad i spionaget är Devereaux dotter Michèle och hans svärson Francois. Eftersom Francois är journalist och han ska utsätta "Topaz".

## Rollista
- Frederick Stafford – André Devereaux, fransk handelsattaché
- Dany Robin – Nicole Devereaux, Andrés fru
- Karin Dor – Juanita de Cordoba, kuban
- John Vernon – Rico Parra, kuban
- Claude Jade – Michèle Picard, Andrés dotter
- Michel Subor – Francois Picard, Michèles man, journalist
- Michel Piccoli – Jacques Granville, fransk regeringstjänsteman
- Philippe Noiret – Henri Jarré, fransk ekonom vid NATO
- John Forsythe – Michael Nordstrom, amerikansk säkerhetsagent
- Roscoe Lee Browne – Philippe Dubois, blomsterhandlare
- Per-Axel Arosenius – Boris Kusenov, avhoppande Sovjettjänsteman
- Sonja Kolthoff – Olga Kusenova
- Tina Hedström – Tamara Kusenova, Kusenovs dotter